# Muzeum chmielarskie Žatec
Muzeum chmielarskie Žatec (cz. Chmelařské muzeum Žatec) – muzeum chmielarstwa zlokalizowane w czeskim mieście Žatec (kraj ustecki).

## Charakter zbiorów
Muzeum jest największą tego typu wystawą na świecie - ma powierzchnię 4.000 m². Ekspozycja ukazuje rozwój chmielarstwa od wczesnego średniowiecza do współczesności. Sama siedziba placówki jest zabytkiem techniki i przykładem architektury przemysłowej końca XIX wieku (budynki służyły jako magazyny chmielu i pakowalnie). W zbiorach znajdują się narzędzia, maszyny, dokumenty i fotografie związane z uprawą chmielu i jego przetwarzaniem tak na świecie, jak i w regionie žateckim, gdzie istnieje długa tradycja w tym zakresie.

## Historia

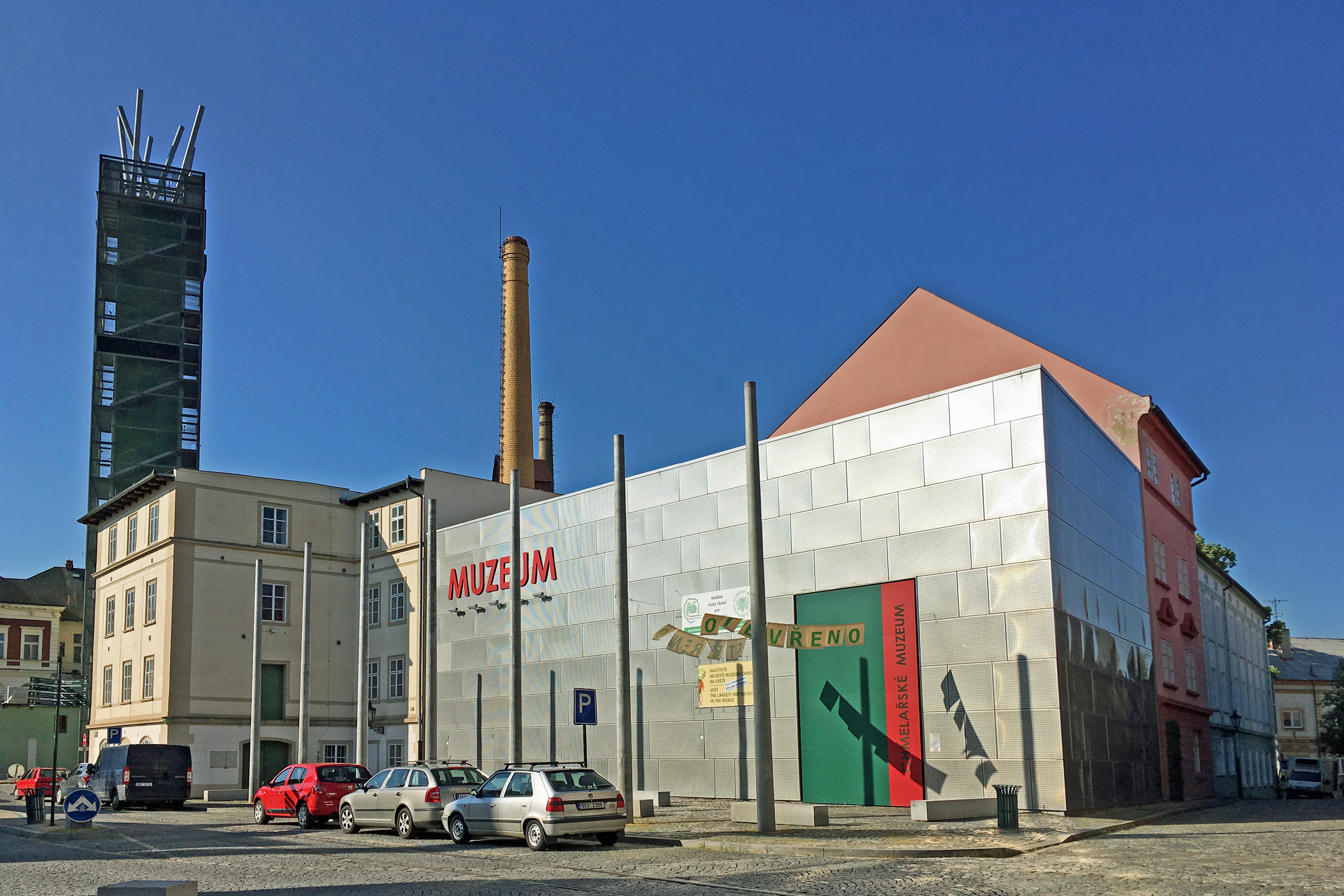
Widok ogólny

Zabudowania obecnego muzeum powstawały wieloetapowo, w różnych latach. Najstarsze obiekty (nr 305, 306 i 1952) istniały już w 1881, kolejne powstały w 1890, 1898 i 1900. Według wyciągu z rejestru gruntów kompleks został podzielony na dwie odrębne części, należące do różnych właścicieli i stan ten utrzymał się aż do nacjonalizacji w 1945. Od 1881 domy nr 1952 i 305 należały do rodziny Melzerów. W 1939 zostały zajęte przez III Rzeszę. Ostatnimi prywatnymi właścicielami w 1943 byli Fritz Roth i Alois Kaiser. W 1945 kompleks przejęło państwo czeskie. Inne części zespołu architektonicznego zostały zakupione w 1882 przez Leonharda i Hahna. Od 1885 do konfiskaty w 1945 należały do spółki Pfister i Wüstl.
Od momentu powstania do 1995 pomieszczenia pełniły funkcję magazynów chmielu i pakowalni. Przechowywano tu suszoney chmiel, przeprwadzano kontrolę jakości, siarkowanie, tłoczenie i przechowywanie w opakowaniach do wysyłki. Obie części miały własne magazyny, komory siarkowe i pakowarki. Jedna z komór została zachowana w doskonałym stanie, ale jej komin został rozebrany. Po II wojnie światowej, od 1950, wszystkie budynki były własnością Centrali ds. Produktów Rolnych, a od 1954 składnicy chmielu. W latach pięćdziesiątych XX wieku jeden z narożnych domów spłonął. Po jego usunięciu wybudowano tam garaże. W 1961 zakład "Chmelařství", który nadal jest właścicielem kompleksu był wymieniony jako właściciel całego terenu. Następcą organizacji w 1991 stała się wytwórnia chmielu, spółdzielnia "Žatec", która jest założycielem Muzeum chmielarskiego.
Pod koniec 1995 powstał zamysł renowacji obiektów zakładu i umieszczenia tu placówki dokumentującej historię chmielarstwa. Muzeum otwarto w 1997, z okazji 45. Międzynarodowego Kongresu Chmielarskiego IHGC. W 2006 budynki zostały czasowo zamknięte i odnowione. Ponowne otwarcie odbyło się 5 maja 2007 w ramach corocznego wiosennego święta "Chmelfest". W 2010 muzeum stało się częścią projektu "Świątynia Chmielu i Piwa" (cz. Chrám Chmele a Piva).

## Ekspozycja
Pokój wejściowy służy do projekcji filmu animowanego o chmielowym elfie "Hop", który prowadzi gości przez wszystkie etapy wzrostu, zbioru i przetwarzania chmielu. Na parterze znajdują się instrumenty laboratoryjne, różne naczynia do piwa, maszyny do przetwarzania i pakowania chmielu. Dominantą jest średniowieczny piec garncarski z XIV wieku, który został odkryty podczas przebudowy budynku w 1996.
Pierwsze piętro wystawy przeznaczone jest na przedstawienie procesu uprawy i zbioru chmielu. Znajduje się na nim mapa znalezisk archeologicznych szczątków chmielu, reprodukcje obrazów chmielu w zielnikach, zbiór rysunków i rycin czeskich miast autorstwa Jana Willenberga, na których widnieją uprawy chmielowe. Wystawa zawiera także stare fotografie, pieczęcie, szczypce do pieczętowania, próbki chmielu, maszynę do tworzenia balotów i inne narzędzia ręczne. W części wystawy znajdują się panele opisujące ochronę chmielu przed szkodnikami i chorobami.
Drugie piętro poświęcone jest konstrukcjom do uprawy chmielu, narzędziom do ich budowy oraz innym ręcznym narzędziom rolniczym i częściom uprzęży dla koni przeznaczonych do uprawy chmielu. Przedstawione są również fotografie Josefa Wary, który uchwycił szczytowy okres uprawy chmielu w Žatcu i okolicach.
Na trzecim piętrze, czyli poddaszu, przedstawiono ogród chmielowy, a także narzędzia ręczne - łom, haki, kosze wiklinowe, miarki na chmiel, motyki, łopaty, drabiny oraz najstarszy, XIX-wieczny sprzęt do orki, w tym wozy i sanie. Innym eksponatem jest winda używana do zawieszania bel ze świeżym chmielem, wciągarka przeznaczona do transportu bel z suchym chmielem oraz wózek używany do transportu bel do komór.